# دوره هشتم مجلس شورای ملی
دوره هشتم مجلس شورای ملی در ۲۴ آذر ۱۳۰۹ (۲۳ رجب ۱۳۴۹ ه.ق.) بازگشایی شد و در ۲۴ دی ۱۳۱۱ (۱۷ رمضان ۱۳۵۱ ه.ق.) به پایان رسید.
ریاست مجلس هشتم در دست عدل الملک بود. ۱۲۷ نماینده به مجلس راه یافتند و وضعیت شش کرسی نامشخص ماند. در این دوره، حدود ۲۶۴ قانون به تصویب رسید.

## رخدادهای مهم
- ۳۰ دی ۱۳۰۹: معرفی کابینه مخبر السلطنه هدایت به مجلس
- ۲۲ خرداد ۱۳۱۰: تصویب قانون مقدمین علیه امنیت و استقلال مملکت
- ۳۰ شهریور ۱۳۱۰: تصویب شرایط معافیت فرزندان ذکور جهت کفالت پدر و مادر
- ۲۲ اسفند ۱۳۱۰: واگذاری حق انحصاری نشر اسکناس به بانک ملی ایران به مدت ده سال
- ۸ شهریور ۱۳۱۱: تصویب لایحه سلب مصونیت از نمایندگی